# فاسيلي كيريلوفيتش تردياكوفسكي
فاسيلي كيريلوفيتش تردياكوفسكي (الروسية: Васи́лий Кири́ллович Тредиако́вский) هو كاتب مقالات وكاتب مسرحي وشاعر وناقد أدبي ومترجم روسي عاش في القرن الثامن عشر.

## سيرته
ولِدَ فاسيلي كيريلوفيتش تردياكوفسكي في مدينة أستراخان في الخامس من مارس سنة 1703، في أسرة قسٍّ فقير، ومن ثمَّ أصبح أول من يحصل على منحة خيرية للدراسة خارج روسيا، فغادر إلى باريس والتحق بجامعة السوربون.ومن عام 1727 وحتى 1730 درس تردياكوفسكي الفلسفة واللغويات والرياضيات في باريس، ومن ثمَّ عاد إلى روسيا وأصبح أمين العام للأكاديمية الروسية للعلوم. عقب عودته إلى روسيا بدأ تردياكوفسكي مسيرته الأدبيَّة شاعراً، غير أنَّه اشتهر على وجه الخصوص بدراساته النقدية للأدب الروسي، ودعوته إلى تجديد الشعر الروسي والأدب الروسي بشكل عام، وتُعتبَر أعماله ذات أهمية تاريخية، ويُنظَر إليه كأحد المؤسِّسين للأدب الروسي الكلاسيكي. ترجم تردياكوفسكي إلى الروسية عدد من مؤلفات الأدب الكلاسيكي القديم، إضافة إلى أعمال فلاسفة من العصور الوسطى وأدباء فرنسيين، واستفزَّت ترجماته المسؤولين عن الرقابة، كما جلبت له عداوة الأوساط المحافظة إلى أن فُصِل من الأكاديمية العلمية. تُوفِّي فاسيلي كيريلوفيتش تردياكوفسكي في السابع عشر من أغسطس سنة 1769 في سانت بطرسبورغ.

## أعماله
- «طريقة جديدة وسهلة لصياغة الشعر الروسي» (Новый и краткий способъ къ сложенью российскихъ стиховъ، نُشِر في 1735، دراسة نظريَّة في الأدب الروسي، ناقش فيه للمرة الأولى في تاريخ الأدب الروسي أشكال شعرية جديدة كالسونيتات والمادريجال).
- «حديث عن الإملاء» (Разговор об орфографии، نُشِر في 1748، ويُعدُّ أوَّل دراسة للبنية الصوتية للغة الروسية).
- «عن الشعر الروسي القديم والوسيط والحديث» (О древнем, среднем и новом стихотворении российском، نُشِر في 1752، جزء من أعماله النقدية الهادفة لتحديث الأدب الروسي).